# 熱海市立網代中学校
熱海市立網代中学校（あたみしりつ あじろちゅうがっこう）は、静岡県熱海市網代にかつてあった公立中学校。 生徒数減少により、2006年（平成18年）3月に閉校。

## 沿革
- 1947年（昭和22年）4月 - 学校教育法の施行に伴い、「網代町立網代中学校」が発足。当初は「網代小学校」校舎の一部を借用[1]。
- 1950年（昭和25年） - 朝日山に校舎完成、移転[2]。
- 1957年（昭和32年）4月 - 熱海市との合併により「熱海市立網代中学校」と改称する[2]。
- 1961年（昭和36年）～1965年（昭和40年） - 工作室、理科準備室、家庭科室、図書室、シャワー室などが完成[2]。
- 1973年（昭和48年） - 新校舎完成[3]。
- 2006年（平成18年）3月 - 生徒数減少により閉校、「多賀中学校」と学区統合。